# Wanda Stefania Fillerowa
Wanda Stefania Fillerowa z domu Klimaszewska ps. „Dziunia”, „Pani Dziunia” (ur. ok. 1915, zm. 17 grudnia 1943 w Warszawie) – podporucznik, kurierka, członkini SZP-ZWZ-AK.

## Życiorys
Wanda Stefania Fillerowa od listopada 1939 do 1941 działała w konspiracji. Jeździła jako kurierka (przewoziła pocztę, pieniądze) na trasie południowej na Węgry oraz zastępczyni Emilii Malessy „Marcysi”, która była kierowniczką komórki łączności z zagranicą „Zagroda” Oddziału Łączności Konspiracyjnej KG SZP-ZWZ-AK. Następnie była na trasie Warszawa – Wilno emisariuszką do specjalnych poruczeń komendanta głównego ZWZ-AK w komórce „Dworzec Wschodni”. Podczas przejazdu posługiwała się fałszywymi dokumentami jako volksdeutschka, urzędniczka firmy budowlanej pracującej dla Wehrmachtu i Organisation Todt. Przekroczyła szczęśliwie 100 razy granicę Generalnego Gubernatorstwa, wykonując zlecone zadania. We wrześniu 1943 została aresztowana w pociągu w Małkini na granicy GG z Ostlandem. Więziona na Pawiaku od 25 listopada 1943, będąc torturowana w śledztwie, nic nie ujawniła. Została wyniesiona na noszach na egzekucję i rozstrzelana w ruinach getta.
Wanda Stefania Fillerowa została w 1942 odznaczona Krzyżem Walecznych, pośmiertnie – rozkazem Dowódcy AK z 2 października 1944 – Krzyżem Srebrnym Orderu Virtuti Militari, a w 1978 czterokrotnie Medalem Wojska i Krzyżem Armii Krajowej.